# Kabinett Bömers
Das Kabinett Bömers (Ministerium) bildete vom 14. März 1919 bis Mai 1922 die Landesregierung des Freistaates Schaumburg-Lippe. 
| Amt                 | Name                                                                                           | Partei    |
| ------------------- | ---------------------------------------------------------------------------------------------- | --------- |
| Ministerpräsident   | Otto Bömers                                                                                    | parteilos |
| Staatsrat           | Heinrich Kapmeier Heinrich Lorenz Georg Tietz Wilhelm Ernst Friedrich Schmidt Friedrich Krömer | SPD DDP   |
| beamteter Staatsrat | Konrad Wippermann                                                                              | parteilos |